# Nisse Strinning

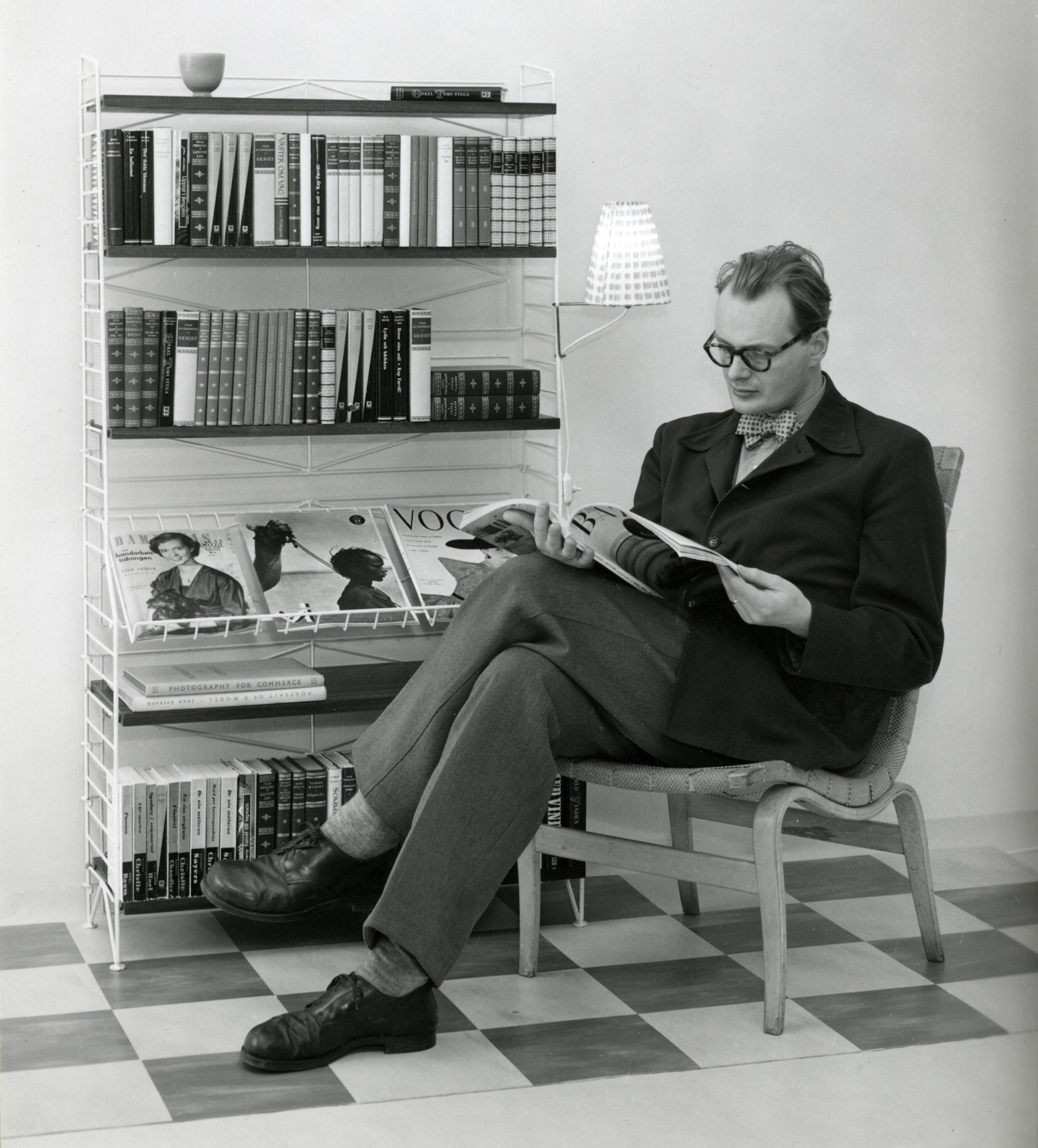
Nisse Strinning est l'étagère String, 1950-1960

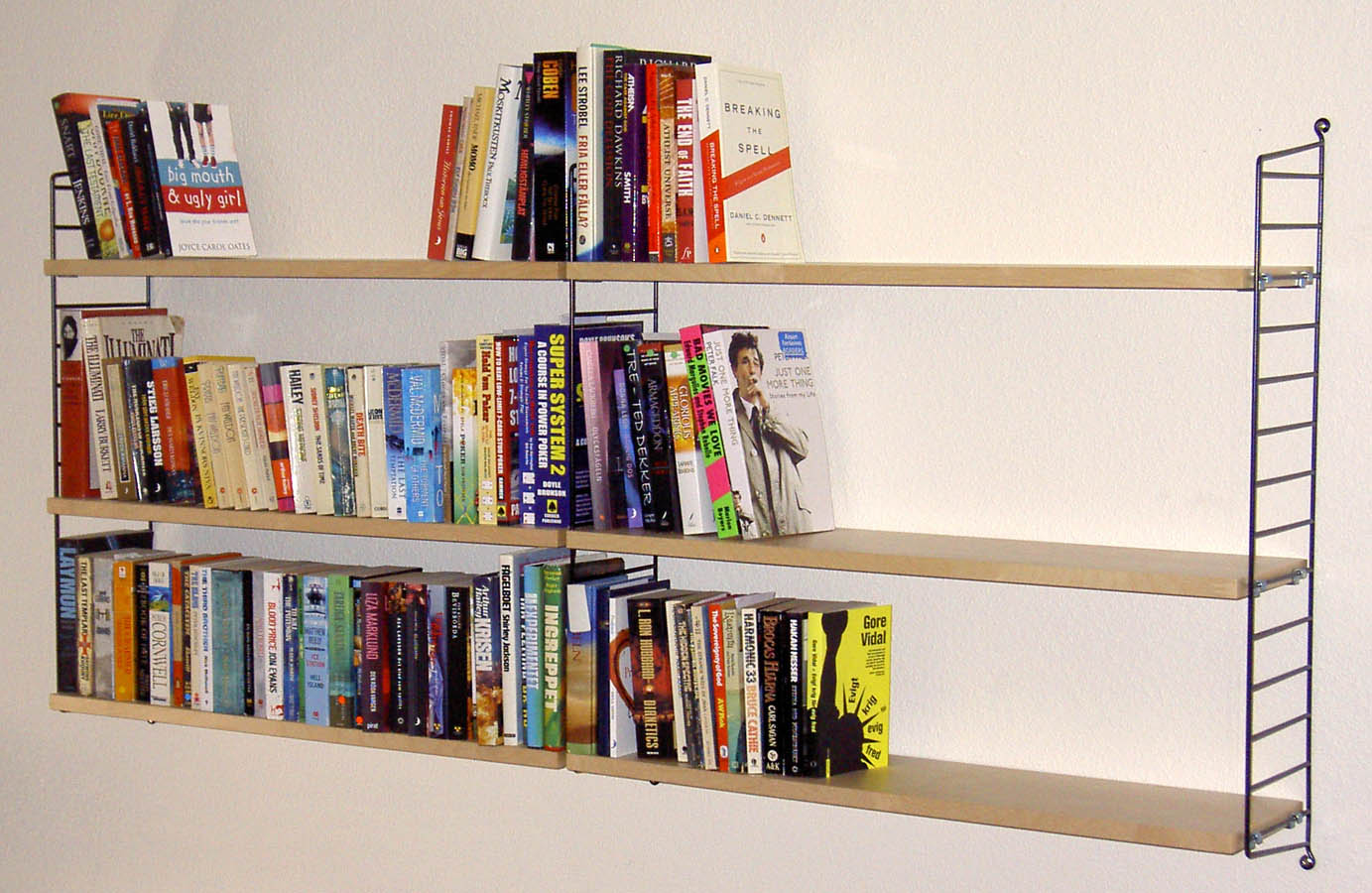
Étagère String

Nils « Nisse » Strinning, né le 8 décembre 1917 à Kramfors, Suède et mort le 10 mai 2006, est un architecte et designer suédois. Son épouse Kajsa Strinning est également architecte.

## Biographie
Nisse Strinning est issu d'une famille suédoise de Ångermanland du XVIe siècle. Le nom a été pris un début du XXe siècle du lieu-dit familial « Strinningen » (carte)au nord de Härnösand.
L'architecte est devenu célèbre surtout grâce au système étagère pour livres qu'il a créé avec sa femme, Kajsa Strinning en 1949 lors d'un concours initié par la bibliothèque publique et maison d'édition Bonnier.
Pendant les années 1940, il a étudié l'architecture à l'Institut royal de technologie de Stockholm. Déjà en tant qu'étudiant, il a conçu un égouttoir en plastique qui se composait de fils métalliques enduits. Égouttoir, qui a été nommé elfa (à ne pas confondre avec l'électronique ELFA), est devenu très populaire et a été le point de départ pour lui et sa femme pour la création du célèbre système d'étagère String. Ainsi, Nisse Strinning a ouvert la voie notamment à la distribution facilitée de meuble démontable (collapsible furnitures) nécessaire au marché de l'après-guerre et l'espace limitée des logements.
En 1952, il a formé les deux sociétés String Design AB et Swedish Design AB. Avec son épouse, il a conçu de nombreux objets en plastique dans les années 1960 et 70. L'étagère String (notamment très connue en Allemagne) est actuellement commercialisée par l'entreprise String Furniture AB.
De nombreux articles lui ont été consacrés notamment dans les médias scandinaves. Plusieurs catalogues présentent les variations d'exécution.

## Distinctions et expositions
- 1949 : Premier prix Bonnier (bookshelf competition)
- 1954 : Médaille d'or, Milano Triennial
- 1954 : Exposition "design in scandinavia", USA
- 1955 : Exposition "h55", Helsingborg
- 1999 : Prix "excellent swedish design" by Svensk Form
- 1999 : Prix "classic" by Svensk Form
- 2004-2006 : Expositions "scandinavian design beyond the myth"; Berlin, Milan, Gent, Prague, Budapest, Riga, Glasgow, Copenhagen, Gothenburg, Oslo
- 2005 : Exposition "h05/living room", Helsingborg
- 2006 : Exposition "h05/living room", Mairie de Paris
- 2006 : Exposition "stars & stripes mixed with yellow & blue", Embassy of Sweden, Washington d.c. USA
- 2010 : "swedish love stories" super studio piú Milano.